# Trent'anni della nostra storia
Trent'anni della nostra storia è stato un programma televisivo andato in onda su Rai 1 per quattro edizioni ideato da Carlo Fuscagni e condotto da Paolo Frajese.
In origine a condurre il programma avrebbe dovuto essere Adriano De Zan che poi rinunciò a pochi giorni dalla trasmissione e il suo posto venne preso da Frajese.
Ogni puntata è dedicata a un anno, con gli argomenti introdotti dal conduttore, quando possibile con il supporto di filmati e testimonianze (in caso di mancanza di riprese televisive, con spezzoni tratti da cinegiornali o film d'epoca). Le immagini sono raccontate da voci fuori campo, in rari casi con l'audio originale, e sono commentate da autorevoli ospiti in studio oppure sottolineate dall'intervento in trasmissione di cantanti, che riproponendo dei loro vecchi brani, aumentano la spettacolarità della rubrica. Il tutto senza mai cadere in rievocazioni nostalgiche, ma sottolineando sempre la capacità di un paese e di un popolo a superare i momenti più difficili smentendo ogni previsione, soprattutto la più pessimistica.
Il gruppo editoriale Fabbri in collaborazione con le edizioni ERI della Rai pubblica una rivista per ciascun anno, raggruppandole sotto il titolo e logo "30anni della nostra storia". All'interno sono presenti articoli delle più prestigiose firme del giornalismo italiano dal 1946 al 1974, come Mario Cervi, Paolo Garimberti, Gianpaolo Ormezzano, Giovanni Spadolini, Tito Stagno, Maurizio Porro, Giuseppe Tamburrano e altri.
Dopo una pausa, nel 1991 verrà realizzata un'ulteriore edizione per descrivere i dieci anni successivi al trentennio inizialmente esaminato, completando così il periodo 1976-1986.
La Rai, con la scusa di festeggiare i 25 anni di carriera della cantante, propone a Mina di accompagnare il racconto dei fatti storici descritti in ogni ciclo di trasmissioni, con una serie di rifacimenti di canzoni italiane e straniere rappresentative dei principali eventi nei vari decenni in argomento.

## Primo ciclo (1984)
In onda il martedì sera alle ore 21:30. In undici puntate trasmesse dal 15 novembre 1983 al 7 febbraio 1984, sono raccontati gli anni dal 1945 al 1955. Regia di Enzo Dell'Aquila; autori: Carlo Fuscagni, Pino Di Vito, Silvia Mauro, Piero Ruspoli.
Le cover di Mina che fanno da colonna sonora agli eventi di questi dieci anni sono contenute nel primo volume dell'album Mina 25 (1983); la sigla del ciclo Devi dirmi di sì, oltre che nel secondo volume dello stesso album, è presente sul singolo appositamente estratto.

## Secondo ciclo (1985)
In onda il martedì sera alle ore 21:30; 10 puntate, dal 12 febbraio al 16 aprile, raccontano i fatti più significativi dal 1956 al 1965. Regia di Adolfo Lippi; autori Carlo Fuscagni e Corrado Granella.
I brani di Mina sono nell'album Catene (volume 1), pubblicato nel 1984. Mentre l'altro volume e il singolo ospitano la sigla: Comincia tu.

## Terzo ciclo (1986)
In onda il martedì sera alle ore 21:30; 9 puntate trasmesse dal 30 ottobre al 25 dicembre 1986 in cui sono raccontati gli anni dal 1966 al 1975. Regia di Lino Procacci; autori Carlo Fuscagni, Jacqueline De Stefanis.
Le canzoni saranno raccolte dall'album di Mina Finalmente ho conosciuto il conte Dracula... del 1985.

## Quarto ciclo (1991)
In onda alle 18:30 circa dal lunedì al venerdì, iniziando il 22-25 aprile con gli eventi del 1976 e proseguendo per altre otto settimane, fino ad arrivare a parlare del 1986. Regia di Antonio Moretti, autori Carlo Fuscagni, Paolo Frajese e Pier Giorgio De Florentis.
In quest'ultimo ciclo sono utilizzate le cover nell'album di Mina Sì, buana pubblicato nel 1986. Oltre all'inedito duetto con Fausto Leali, Via di qua, come sigla principale.